# BMW 328
Pour les articles homonymes, voir BMW (homonymie) et 328.
La BMW 328 ou BMW Type 328 est une voiture de sport du constructeur automobile allemand BMW, produite à 464 exemplaires entre 1936 et 1940.

## Historique
Ce modèle est une version coupé-sport-cabriolet des BMW 326 berlines de l'époque, dont elle reprend le moteur 6 cylindres en ligne de 2 L de 50 ch, poussé à 80 ch. Elle succède à la BMW 319 / 1 de 1934, dont elle reprend le châssis, avec une carrosserie roadster pour un poids total de 830 kg.

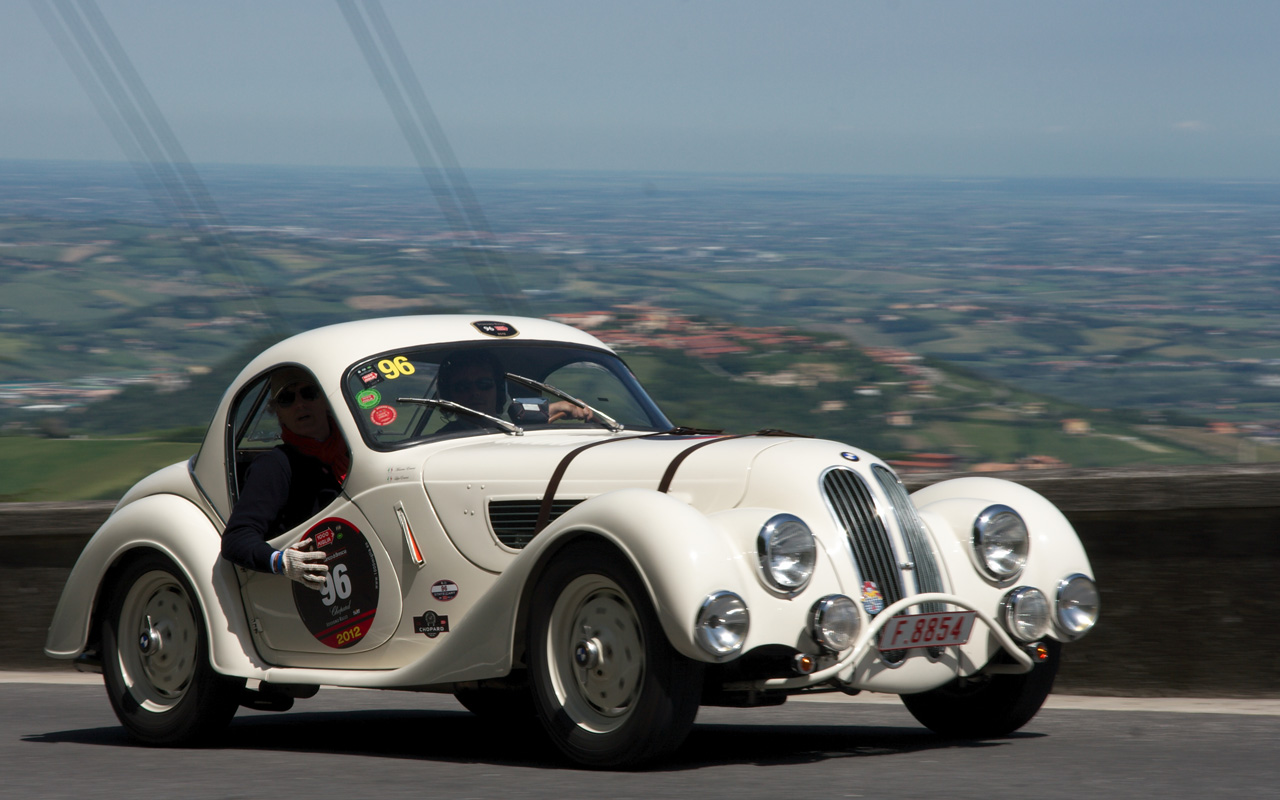
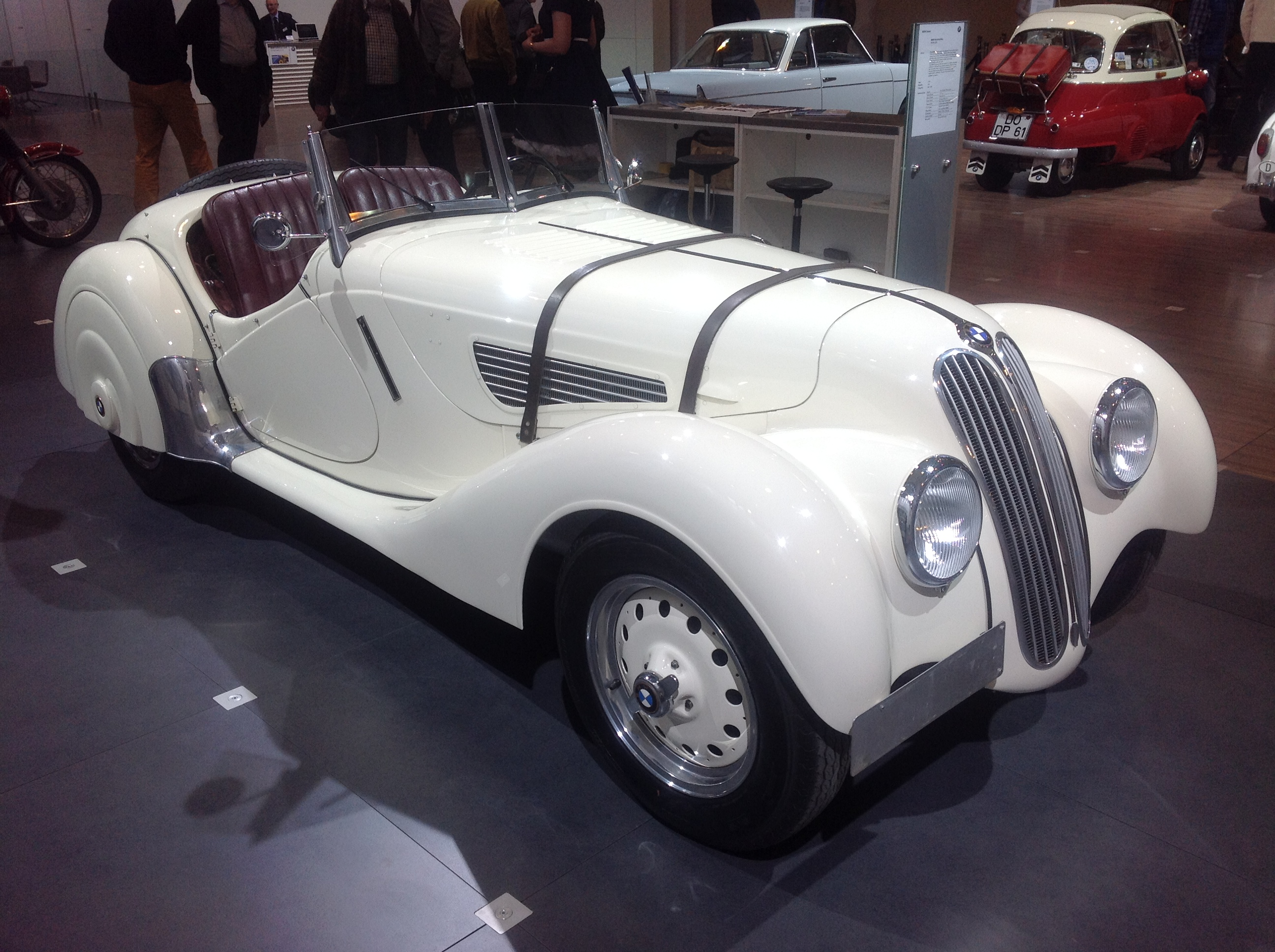
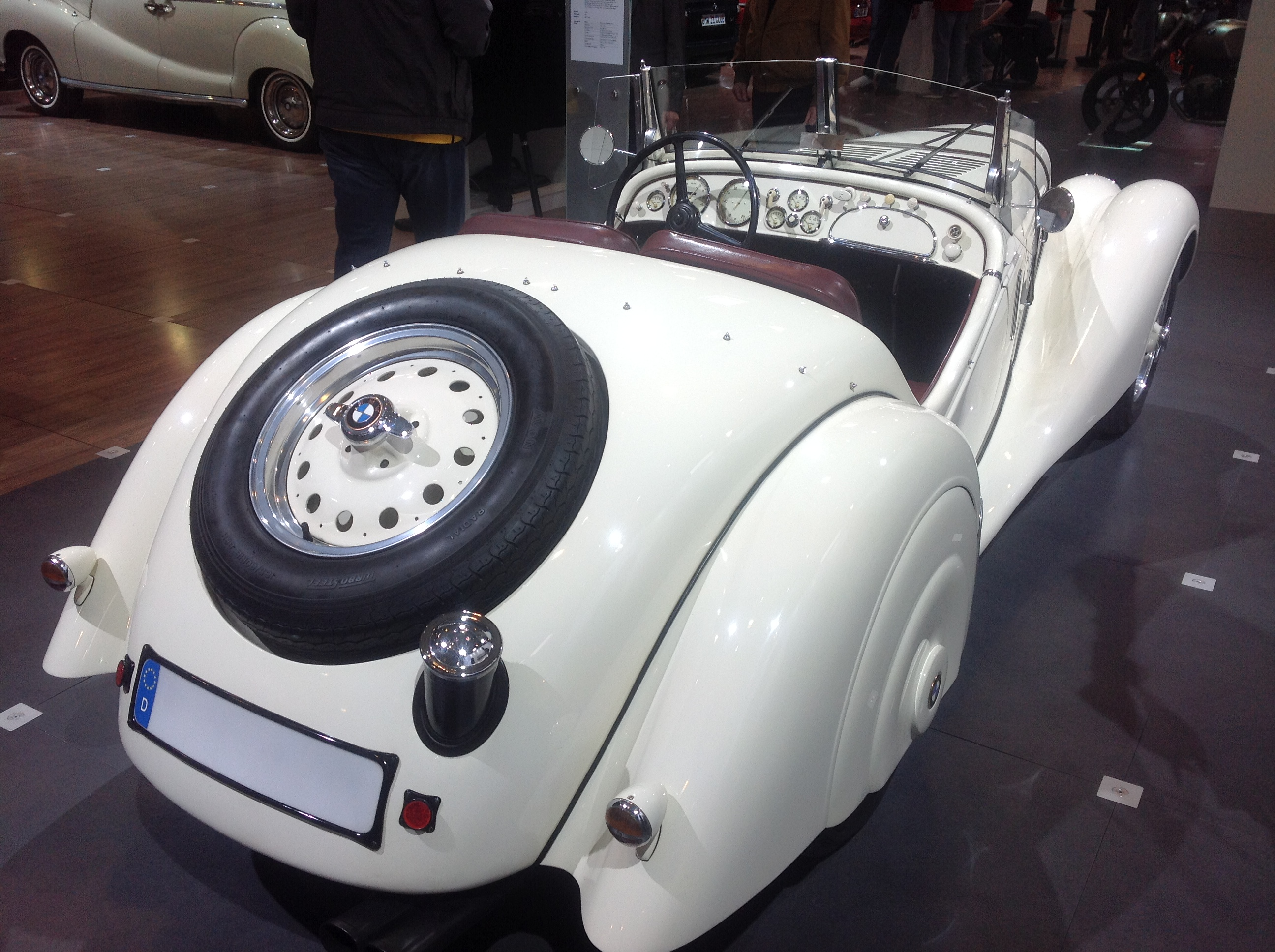

Le roadster est vu pour la première fois à l'Eifelrennen 1936 du Nürburgring, qu'il remporte dans sa catégorie 2 L (sans compresseur) avec le pilote Ernst Jakob Henne. 

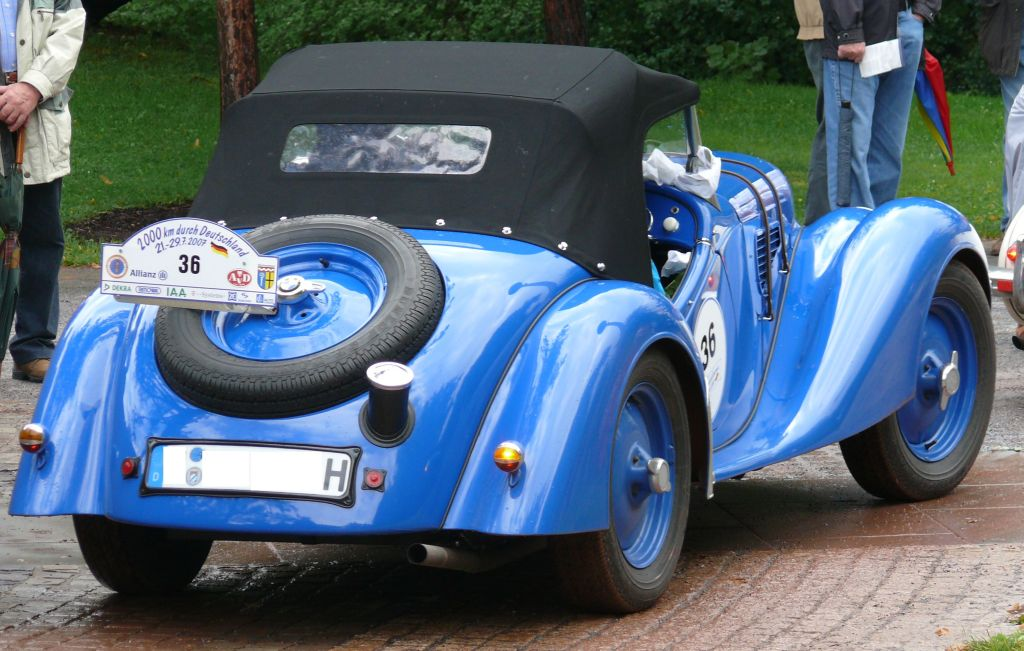
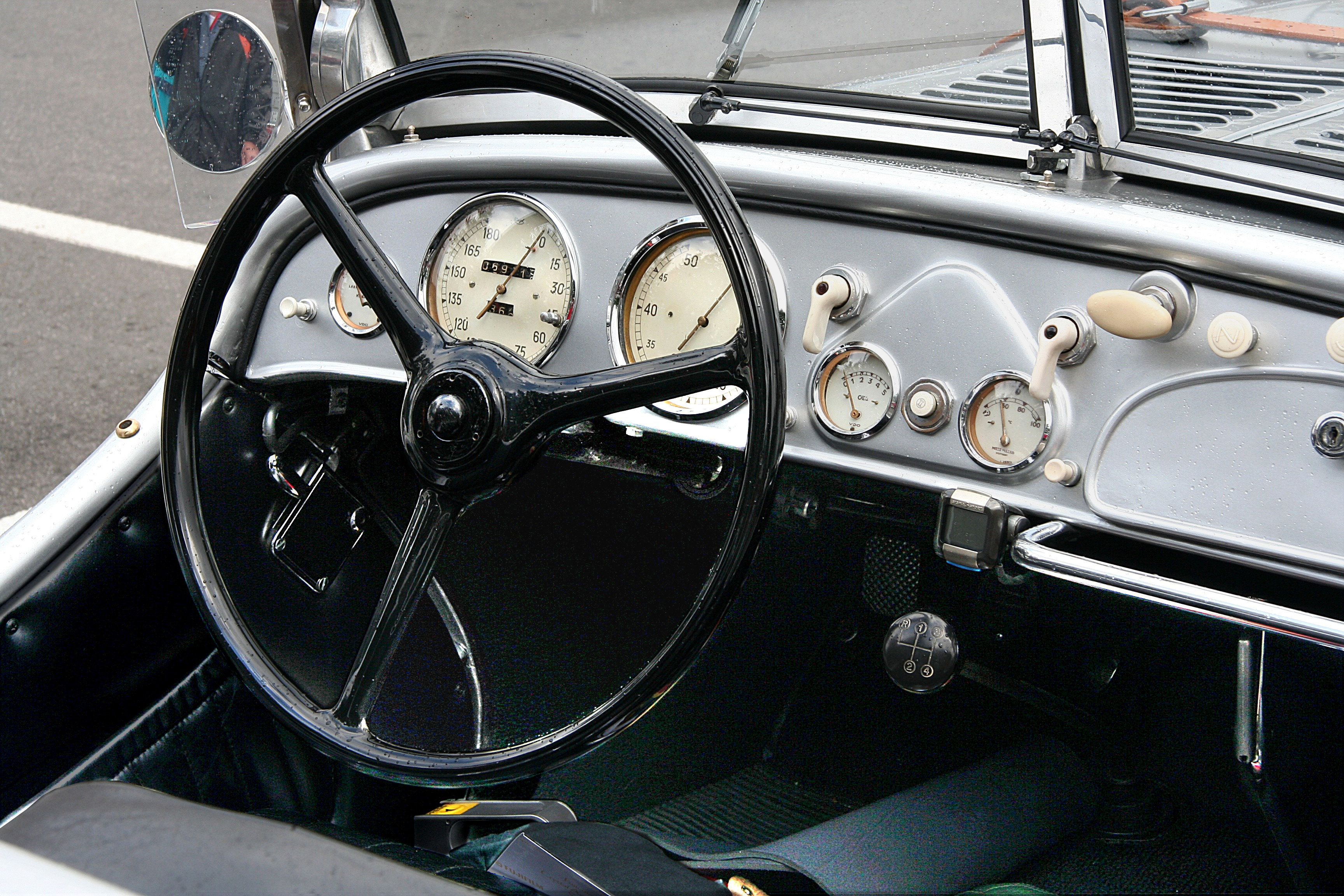
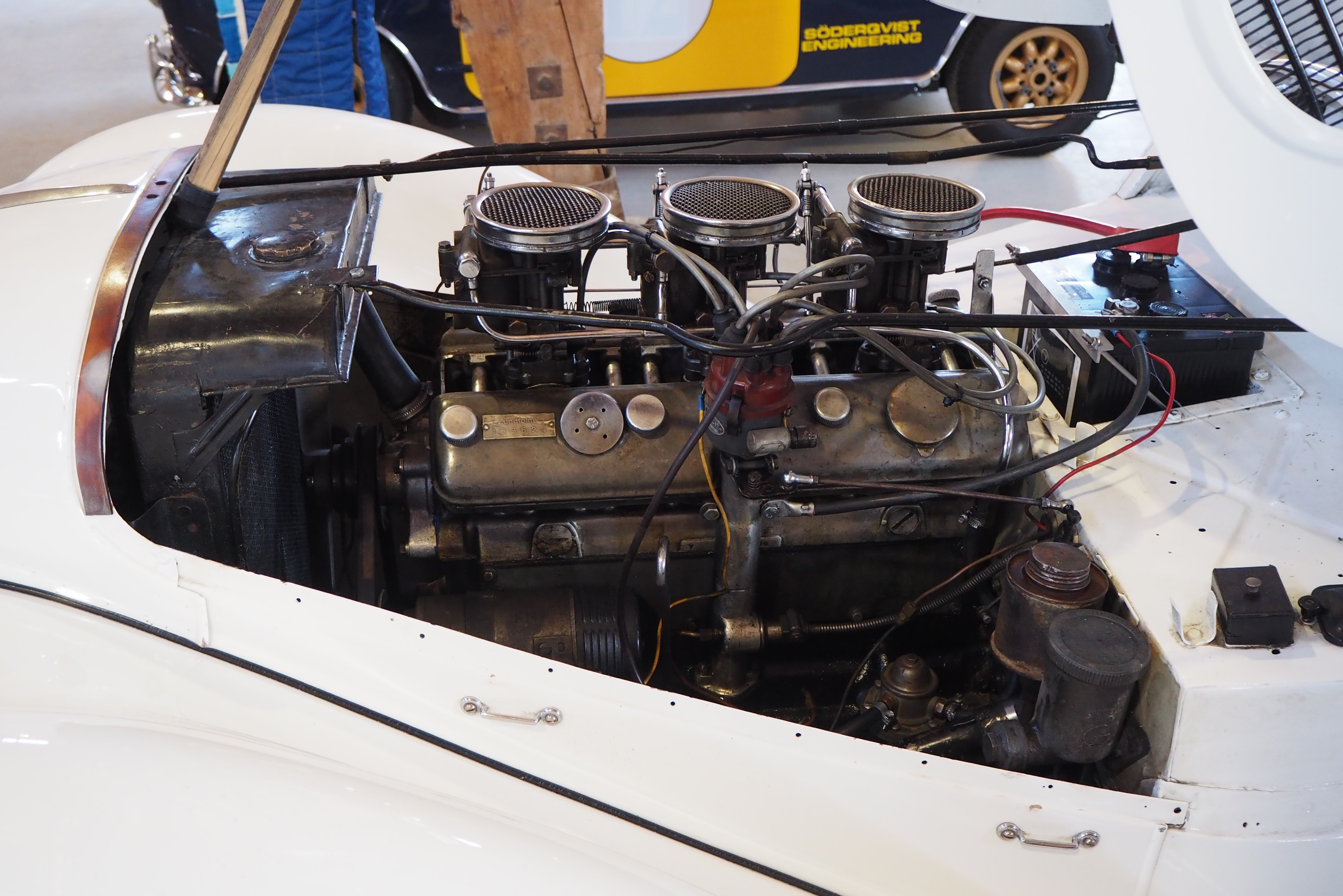
Moteur 6 cylindres en ligne

Elle est commercialisée à partir de 1937, avec 2 exemplaires uniques en version « coupé ». Quelques modèles sont carrossés par des designers-carrossiers indépendants. 

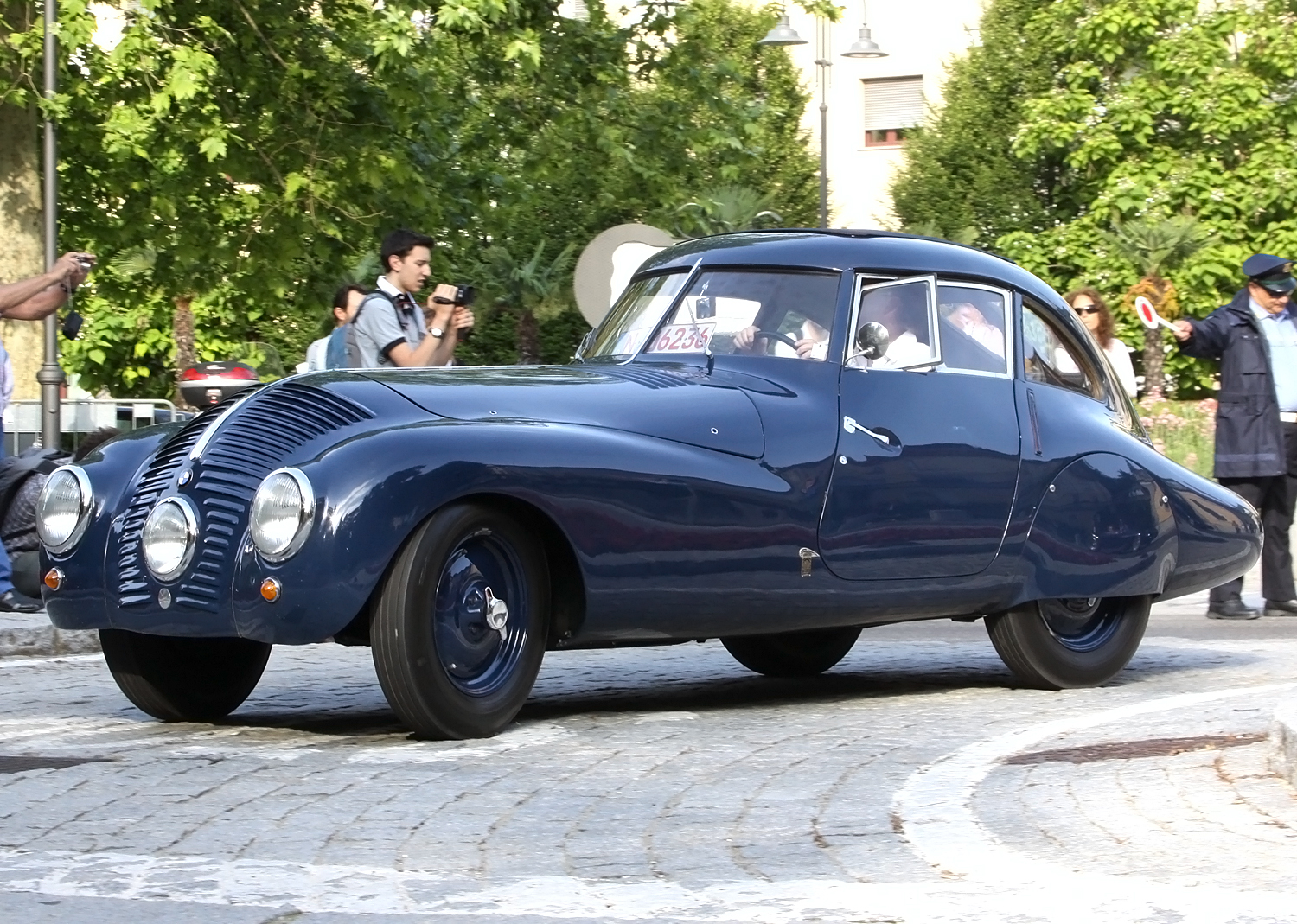
BMW 328 Wendler Streamline
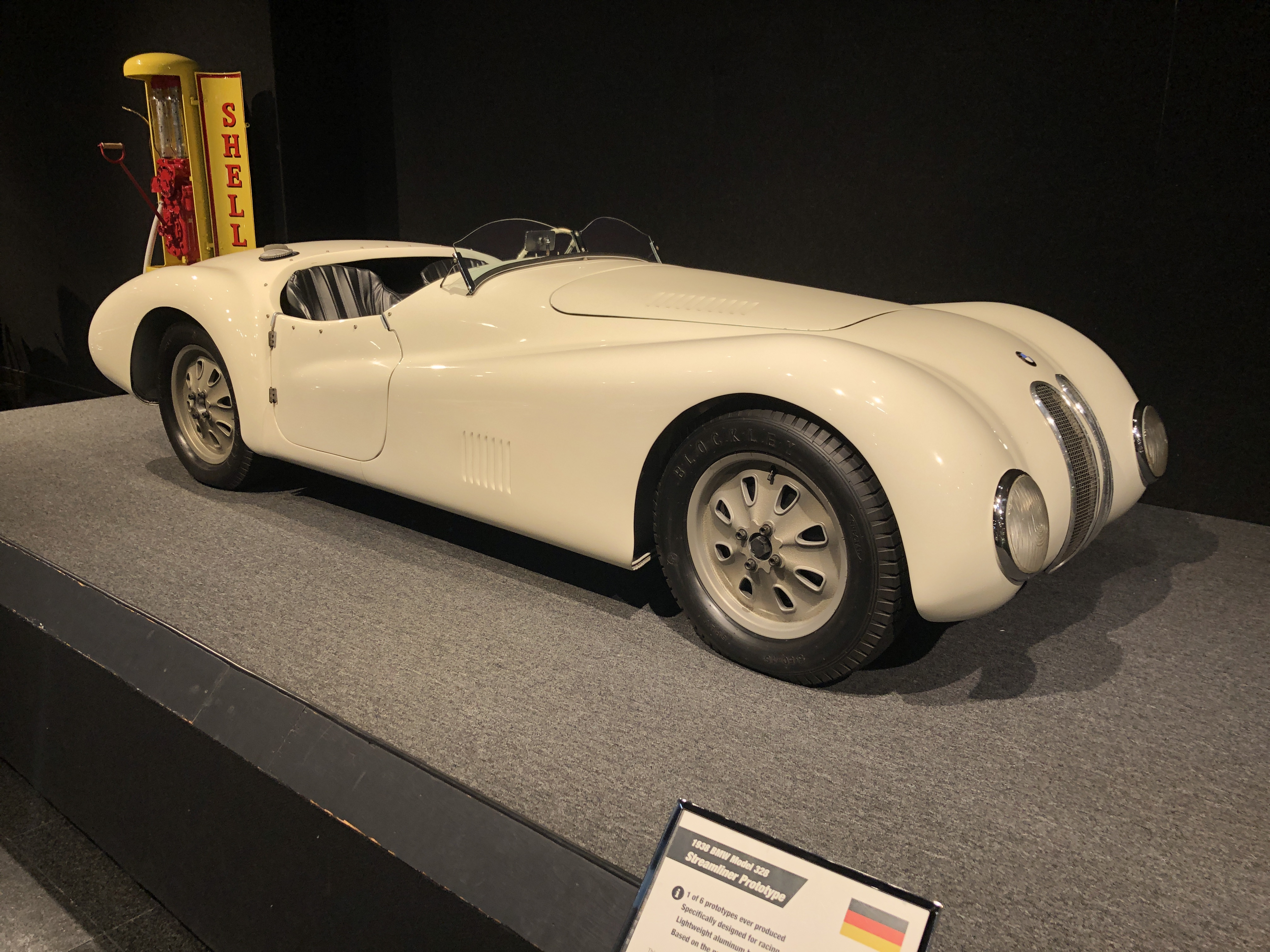
Prototype Streamline
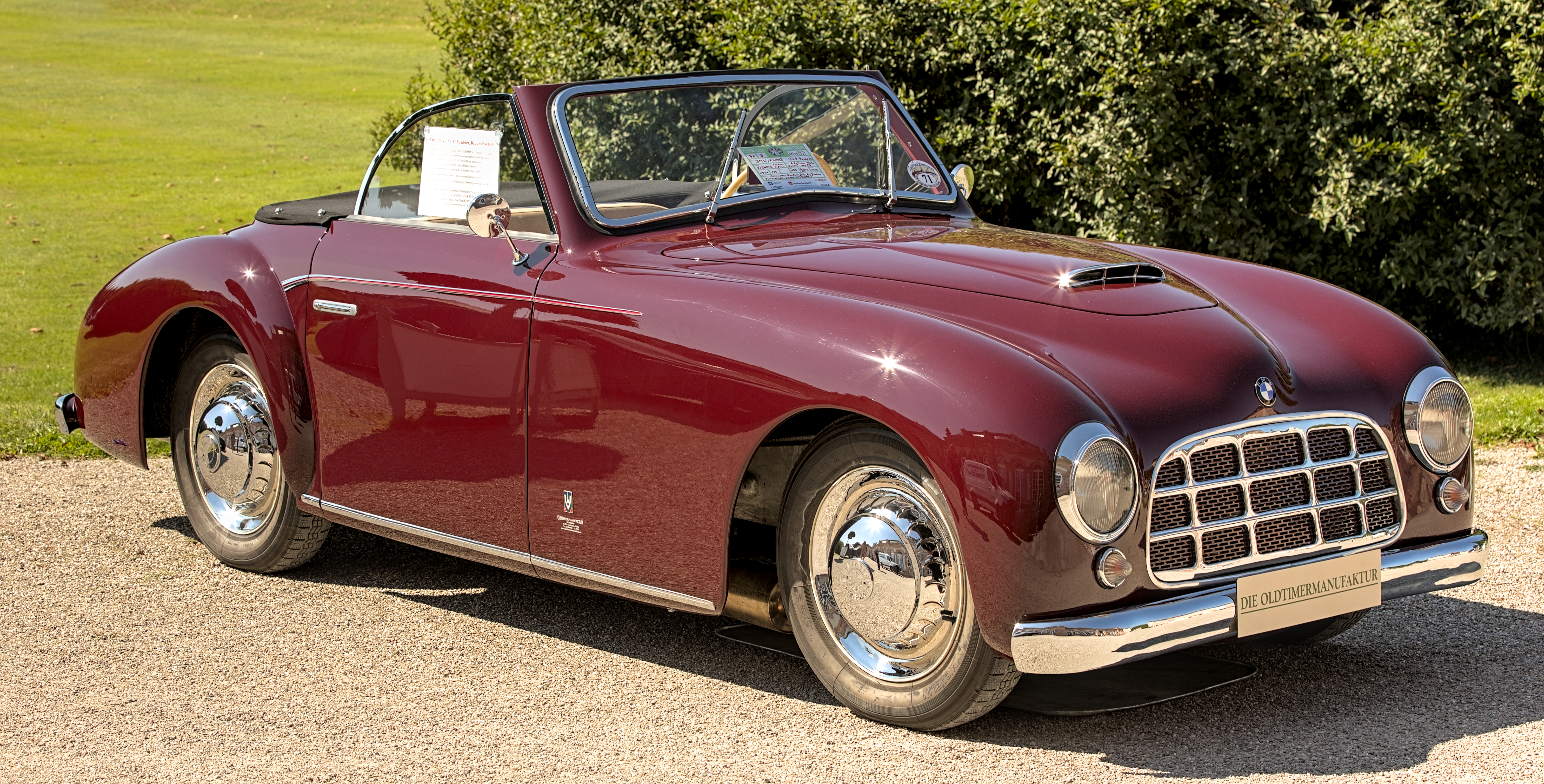
BMW 328 roadster Vignale

Une version BMW 327 lui succède dès 1937. Quelques modèles de compétition reprennent également son moteur, tels que BMW HH de 1947, Veritas Meteor de 1951, ou encore Bristol 450 de 1953. 

## Carrière
Le pilote Ernst Jakob Henne impose la voiture en tourisme en 1936 au Grand Prix automobile de l'Eifel, puis en 1937 au Grand Prix automobile des Frontières et à celui de Bucarest. L'Eifelrennen revient en 1937 à A. F. P. Fane (qui obtiendra aussi une victoire de classe l'année suivante aux Mille Miglia).
Ralph Roese gagne aux Frontières en 1938 et 1939, ainsi qu'au Grand Prix d'Anvers en 1938 (troisième des 24 Heures de Spa 1938 et 1er et 3e aux Mille Miglia 1940, 5e des 24 Heures du Mans 1939, course où l'équipage Max zu Schaumburg-Lippe - Fritz Hans Wenscher obtient la victoire de catégorie 2 L et la cinquième place au général avec une Touring Coupé).

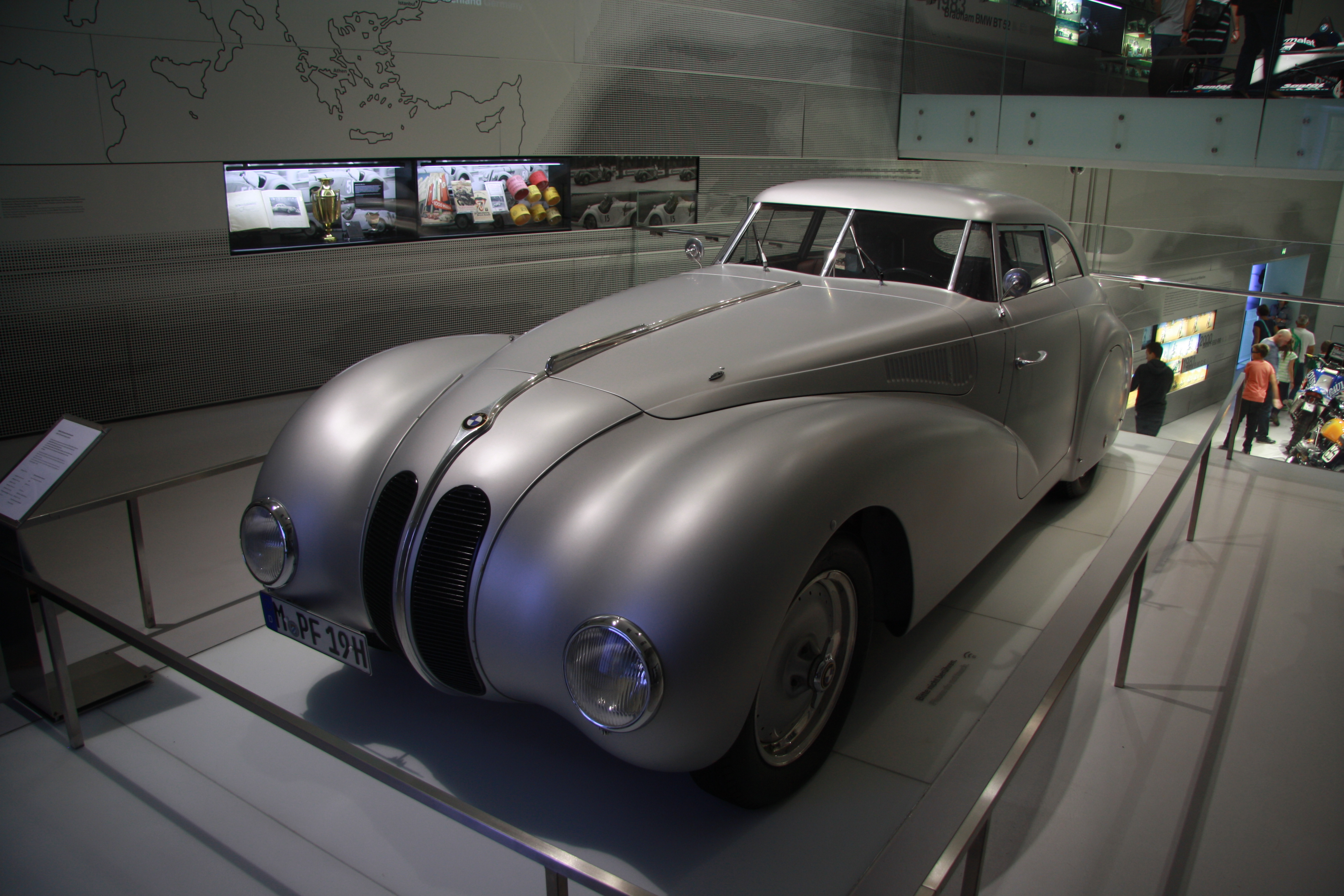
BMW 328 Kamm Racing
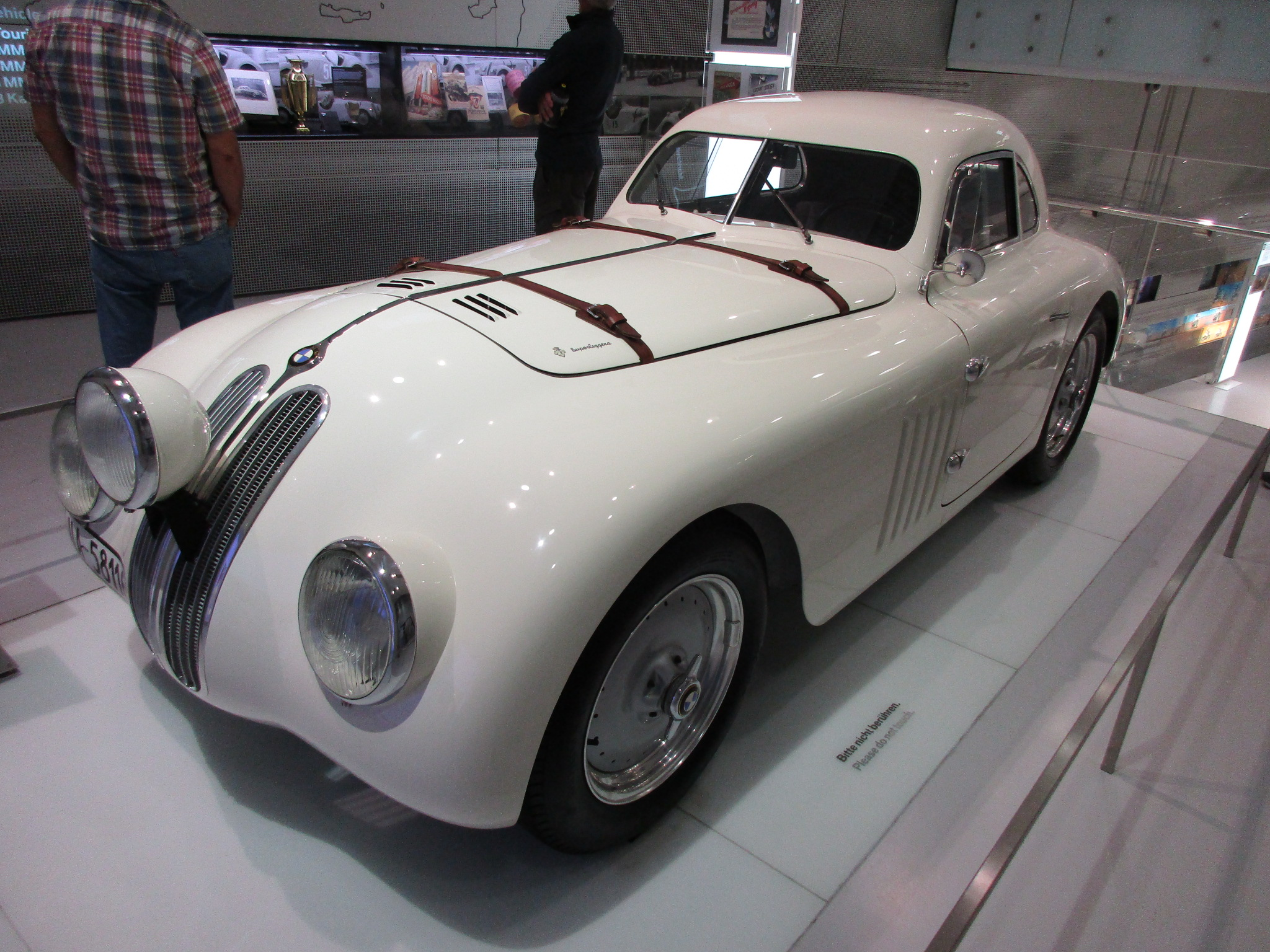
BMW 328 Touring des 24 Heures du Mans 1939
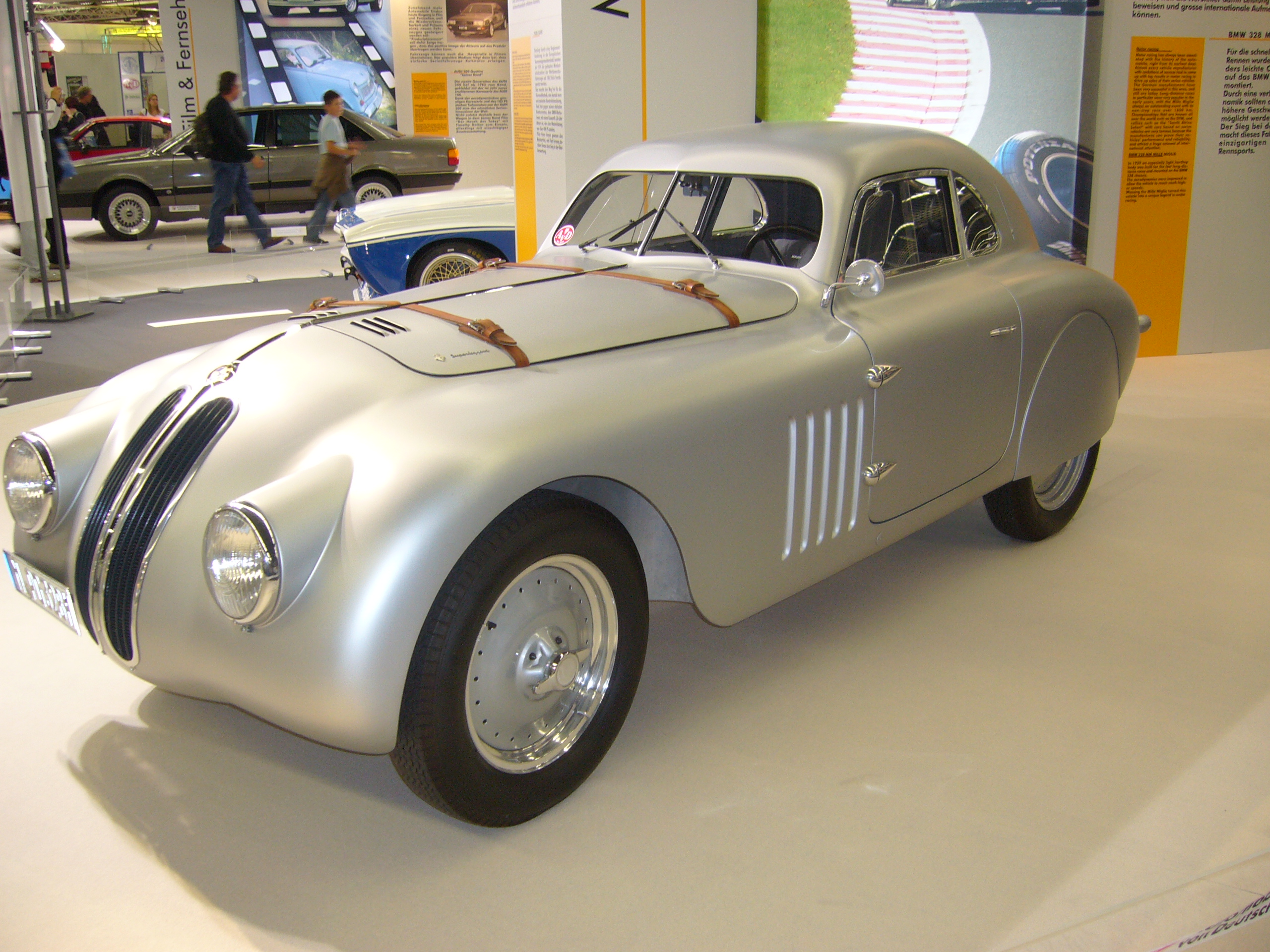
BMW 328 Mille Miglia
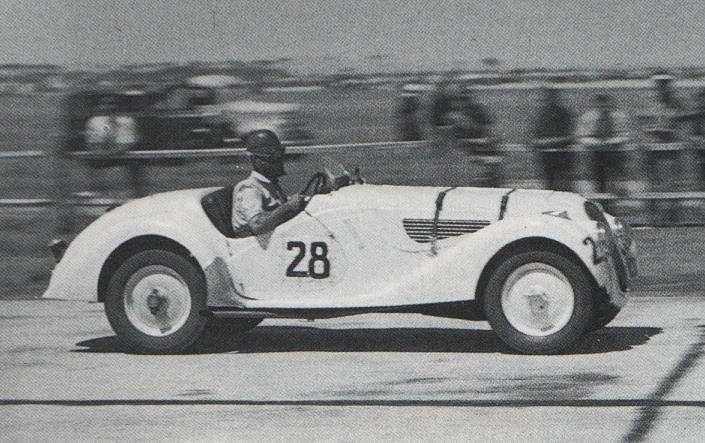
Frank Pratt au GP d'Australie 1948.

Parmi quelques autres victoires avant-guerre, Paul Heinemann est leader à Hambourg en 1938, Kurt Illmann à l'AVUS la même année, ainsi que Cristea à Bucarest et Fritz Unzner à Hockenheim la même saison. Toujours en 1938 le comte Heinrich von der Mühle, copiloté par Eugenie von Plessen, est toutes classes confondues vainqueur du Rallye des Alpes françaises au terme d'un parcours de 1 215 km, entre Aix-les-Bains et Marseille. En 1939 le jeune Helmut Polensky obtient une course Sport à Hambourg, et Peter Cristea l'Eifelrennen, ainsi que Piet Nortier une première place à Zandvoort, puis Heinemann à Bucarest, l'ensemble de ces pilotes lors de courses pour 2 000 cm3.
Fritz Huschke von Hanstein et Walter Bäumer remportent encore pour l'Allemagne les Mille Miglia en 1940 avec la Touring Coupe -troisièmes Adolf Brudes et Roese-, A. F. P. Fane le Rallye de Grande-Bretagne en 1939 puis Stirling Moss le Junior Car Club Rally en 1947 pour l'Angleterre (alors que le Prince Bira est troisième du RAC Tourist Trophy en 1937). Pour la France enfin en Europe, Eugène Martin obtient plusieurs coupes entre 1946 et 1947, dont celle de l´A.G.A.C.I. à Montlhéry et celle des remparts d'Angoulême pour cette dernière année.
Toujours après le conflit mondial, des pilotes tels Karl Kling (Karlsruhe-Durlach 1946, Hockenheim 2L. et Rund um die Bavaria 1947) ou encore Hans Waeffler (Genève 1946) et Alex von Falkenhausen (Hockenheim et Hambourg 1947 Sport) se font encore remarquer. Magnus Knutsson gagne la Skarpnäcksloppet suédoise en 1948, et aux antipodes le Grand Prix d'Australie 1948 (en) revient la même année au néo-zélandais Frank Pratt. 
Pour le début des années 1950, la voiture arrive encore à obtenir plusieurs victoires d'importance nationale au Royaume-Uni avec Gil Tyrer, les 6 Heures du Nürburgring avec Max Riess (1950), le premier rallye de Suède -dit alors du Soleil de Minuit- avec Per-Frederik Cederbaum (1950), le SCCA National Thompson avec E. J. Tobin en classe 4 (1951 et 1952), la Coupe d'Automne de Montlhéry catégorie 2L. avec Marcel Balsa (1952, et vraisemblablement en 1953), et enfin une victoire de catégorie au Rallye de Pologne avec Franciszek Postawka (1954).
Il faut aussi signaler une vingtaine de victoires en courses de côte à travers l'Europe pour le modèle 328  (Ruselberg 1935 avec von Falkenhausen, Dallenberg 1936 et Luisenburg 1937 avec Krausen..), et notamment au Portugal avec Manuel Nunes dos Santos.
En 2004, la version moderne de la 328 gagne la course des Mille Miglia Storica.

### Victoires en courses de côte
Victoires en courses de côte :

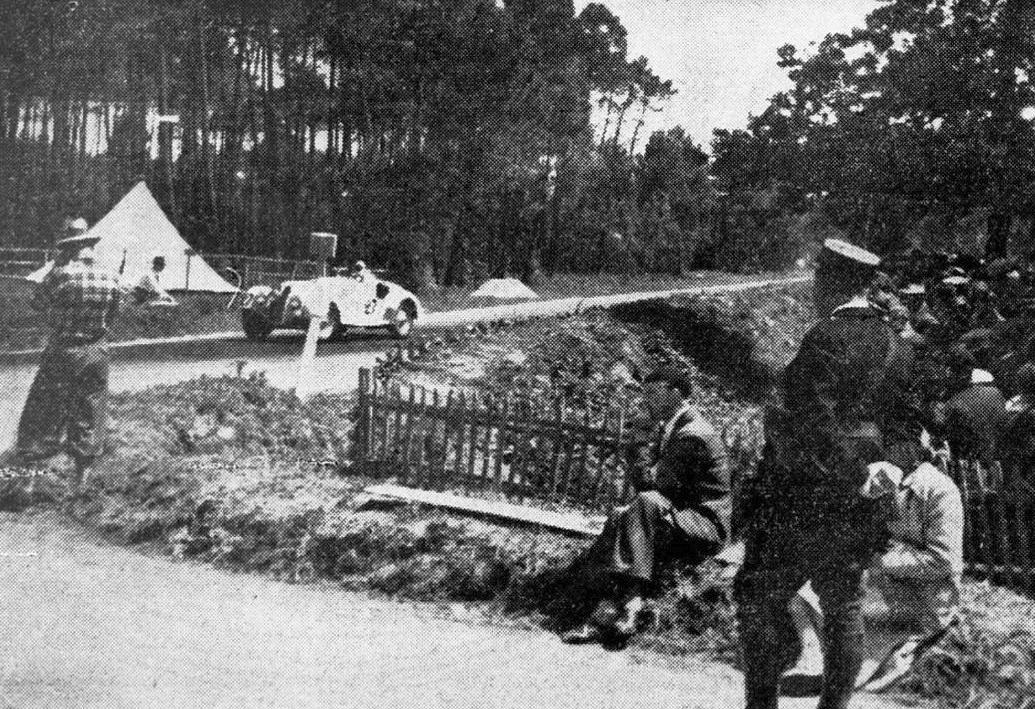
24 Heures du Mans 1939, la BMW 328 de Roese et Heinemann au virage d'Arnage (classés 7e).

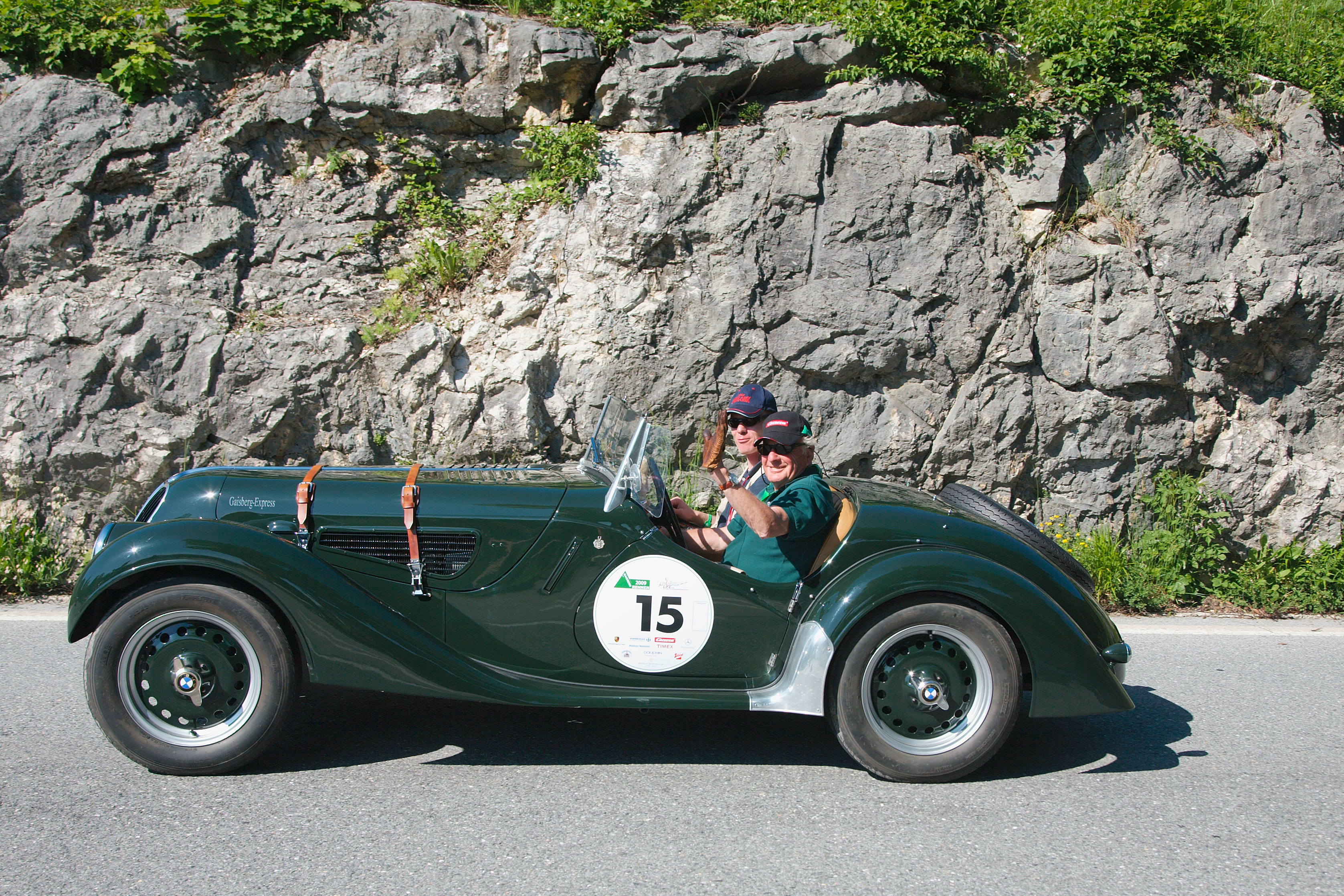
Une BMW 328 au Gaisbergrennen Historic 2009.

- Ruselberg (Deggendorf, en Bavière) 1935 (Alex von Falkenhausen);
- Dallenberg 1936 (Rudolf Krause);
- Sintra et Sinaia 1936 (au Portugal);
- Luisenburg 1937 (Rudolf Krause);
- Boa Viagem (Figueira da Foz) 1937 (Alfredo Rego);
- Hamor Mountain 1938 (Comte Ernö Festetics);
- Pena (Sintra) 1938 (Manuel Nunes dos Santos);
- Buçaco (Coimbra) 1938 (Manuel Nunes dos Santos);
- Korketrekker'n (Oslo) 1938 (John Tobiasson);
- Sinaia 1938 (Petre Cristea);
- Saint Miguel-o-Anjo (Santo Tirso) 1938 (Manuel Nunes dos Santos);
- Cabo da Roca (Sintra) 1938 (Manuel Nunes dos Santos);
- Mosserudsbacken (Grythyttan) 1939 (Helmer Carlsson);
- Ruhestein (Black Forest) 1946 (Hermann Lang), version MM 2.0;
- Hallstabacken (Sollefteå) 1947 (Bertil Lundberg);
- Agordo-Forcelle Aurine 1948 (Aldo Clocchiatti);
- Geelong (Vic) 1948 (Frank Pratt).

(Nota Bene: voiture aussi victorieuse de classe à la course de côte Nice - La Turbie en 1937 -pour la seule année 1937, la 328 remporte plus de 100 victoires de catégorie, toutes courses confondues, dont le RAC Tourist Trophy et l'Österreichische Alpenfahrt-)

## BMW Mille Miglia
La BMW Mille Miglia de 2006 est un concept car qui rend hommage au modèle Mille Miglia d'origine, victorieux des Mille Miglia 1940.

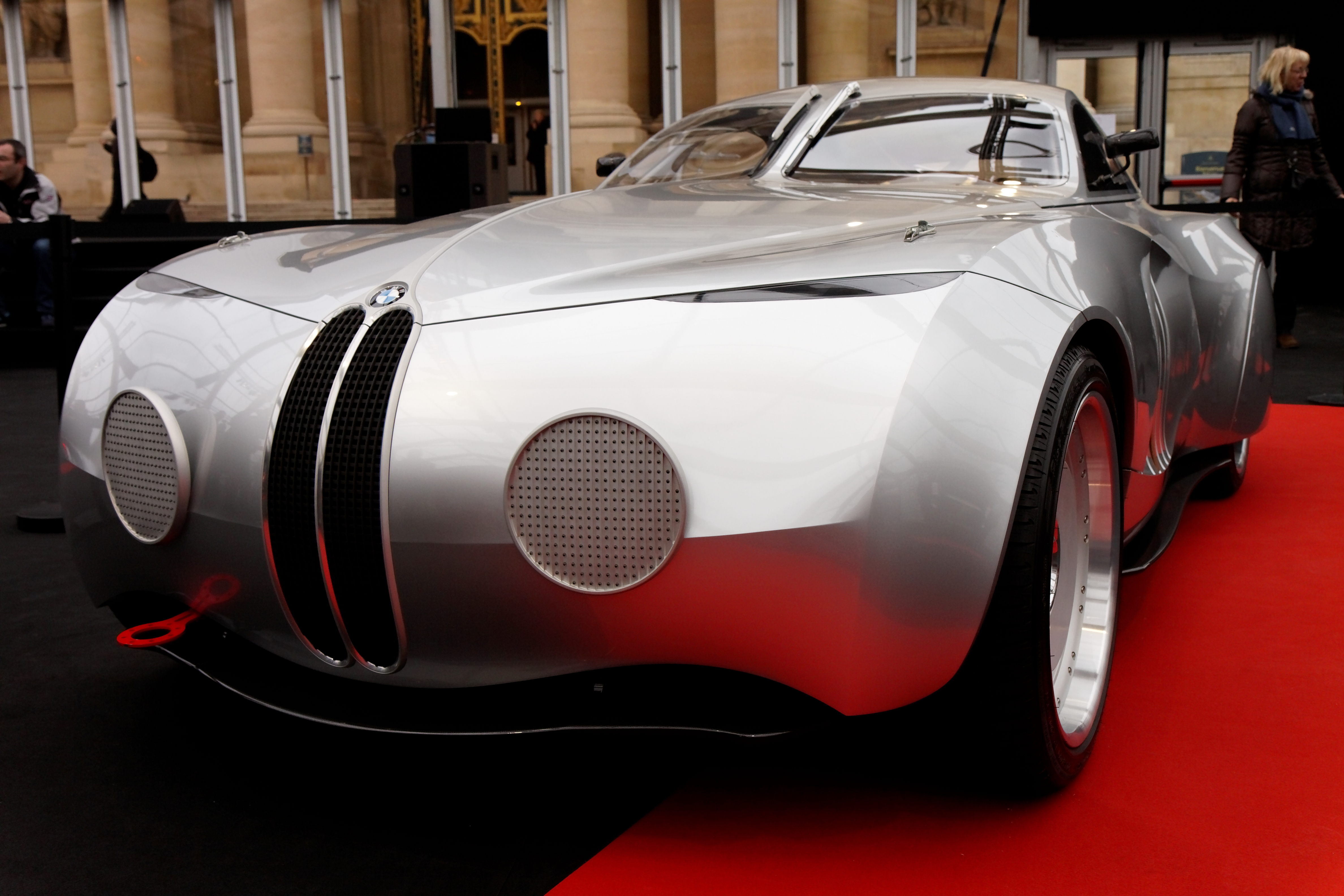
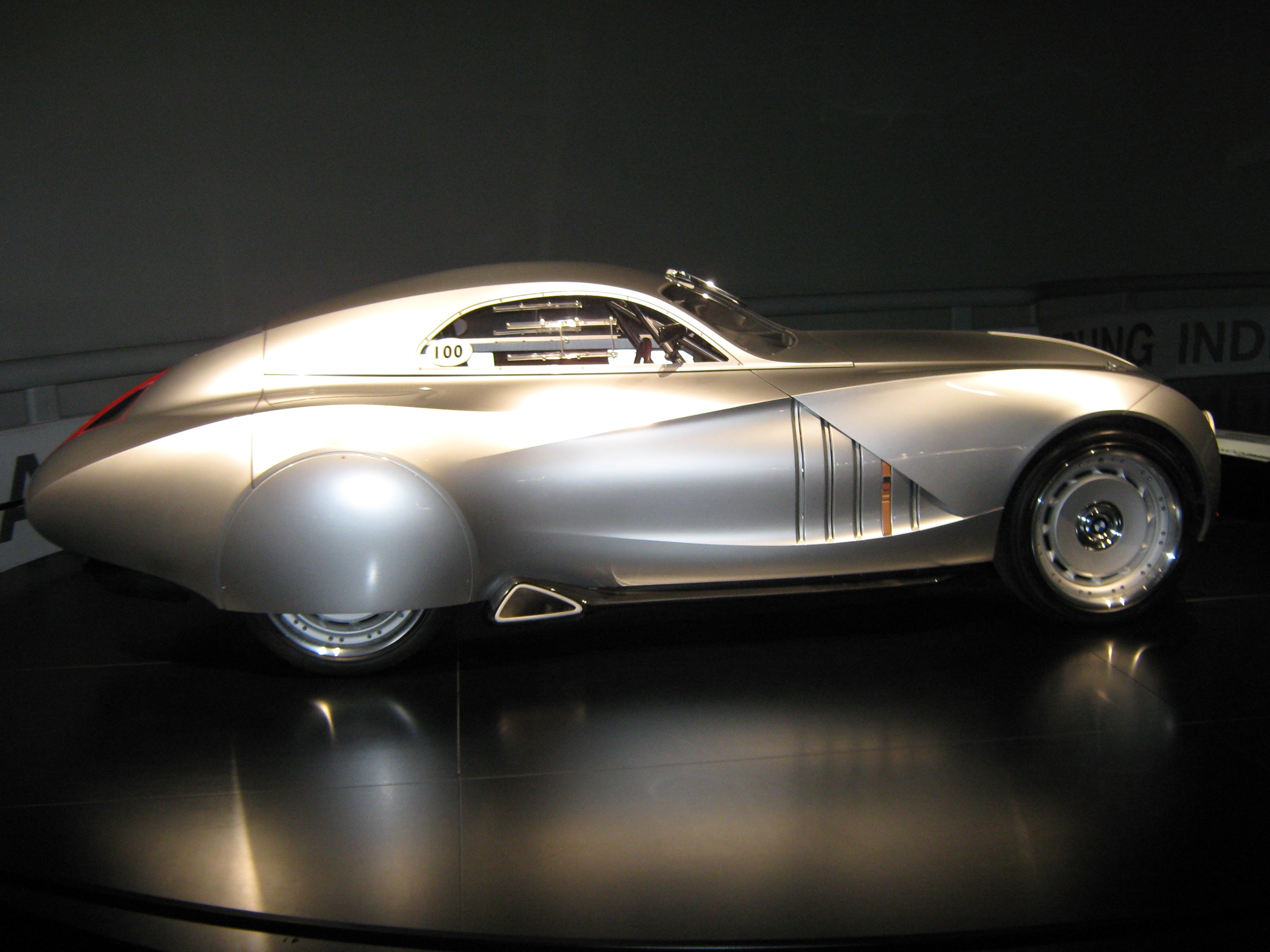
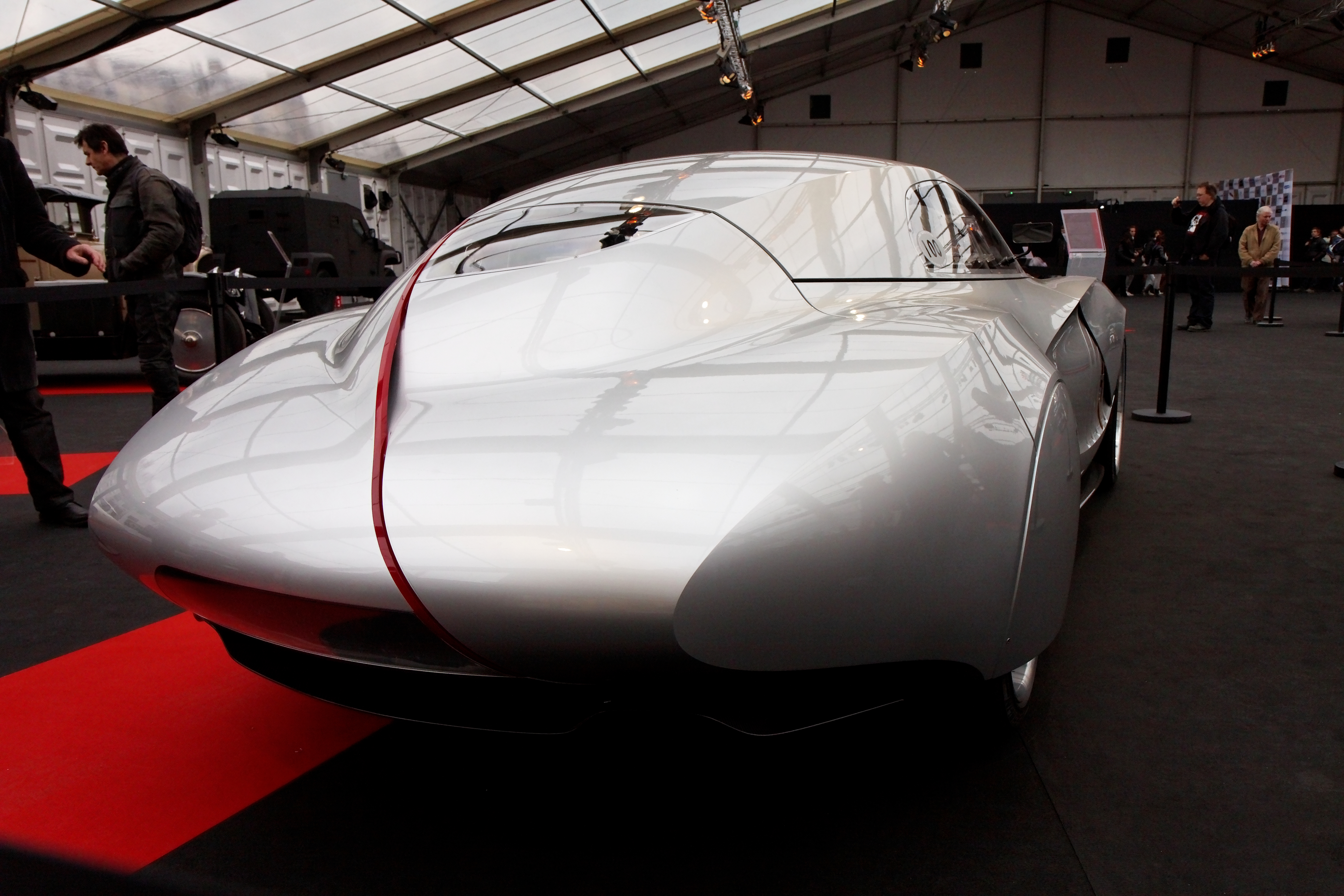

## BMW 328 Hommage
La BMW 328 Hommage est un concept car rendant hommage à la BMW 328, présenté au concours d'élégance Villa d'Este en mai 2011, avec un moteur 6 cylindres en ligne de 3 L, victorieux de la Mille Miglia Storica 2004.

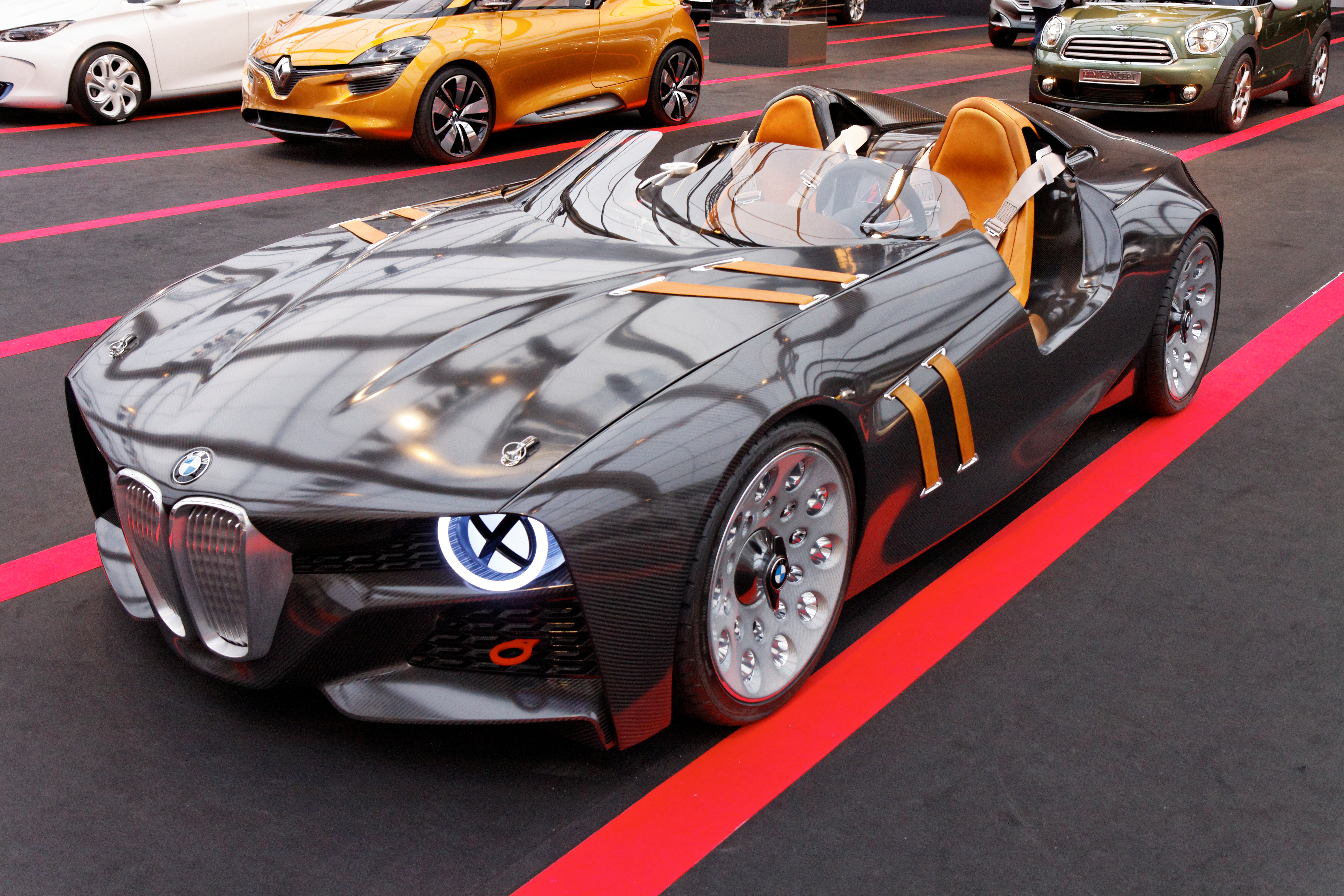
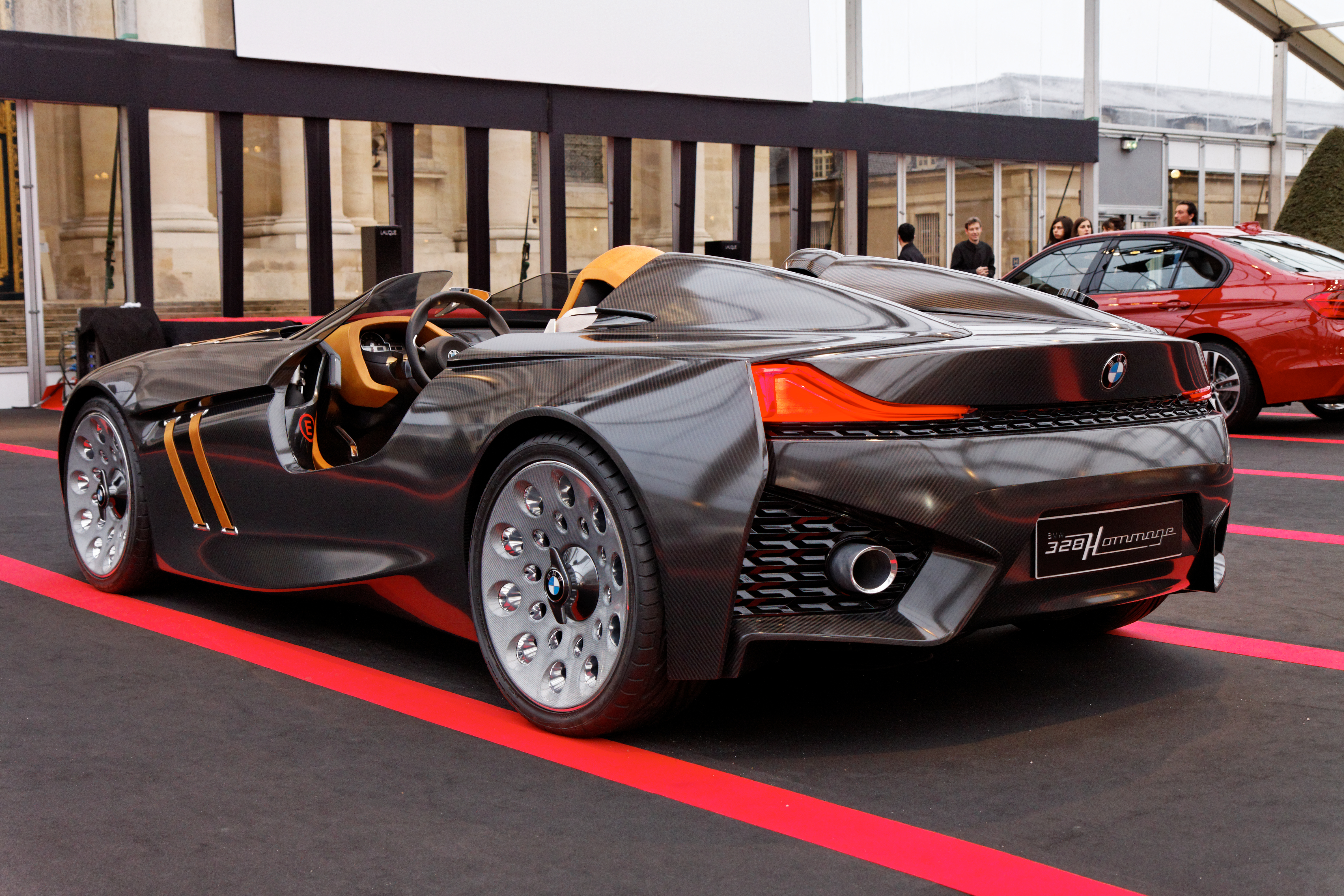
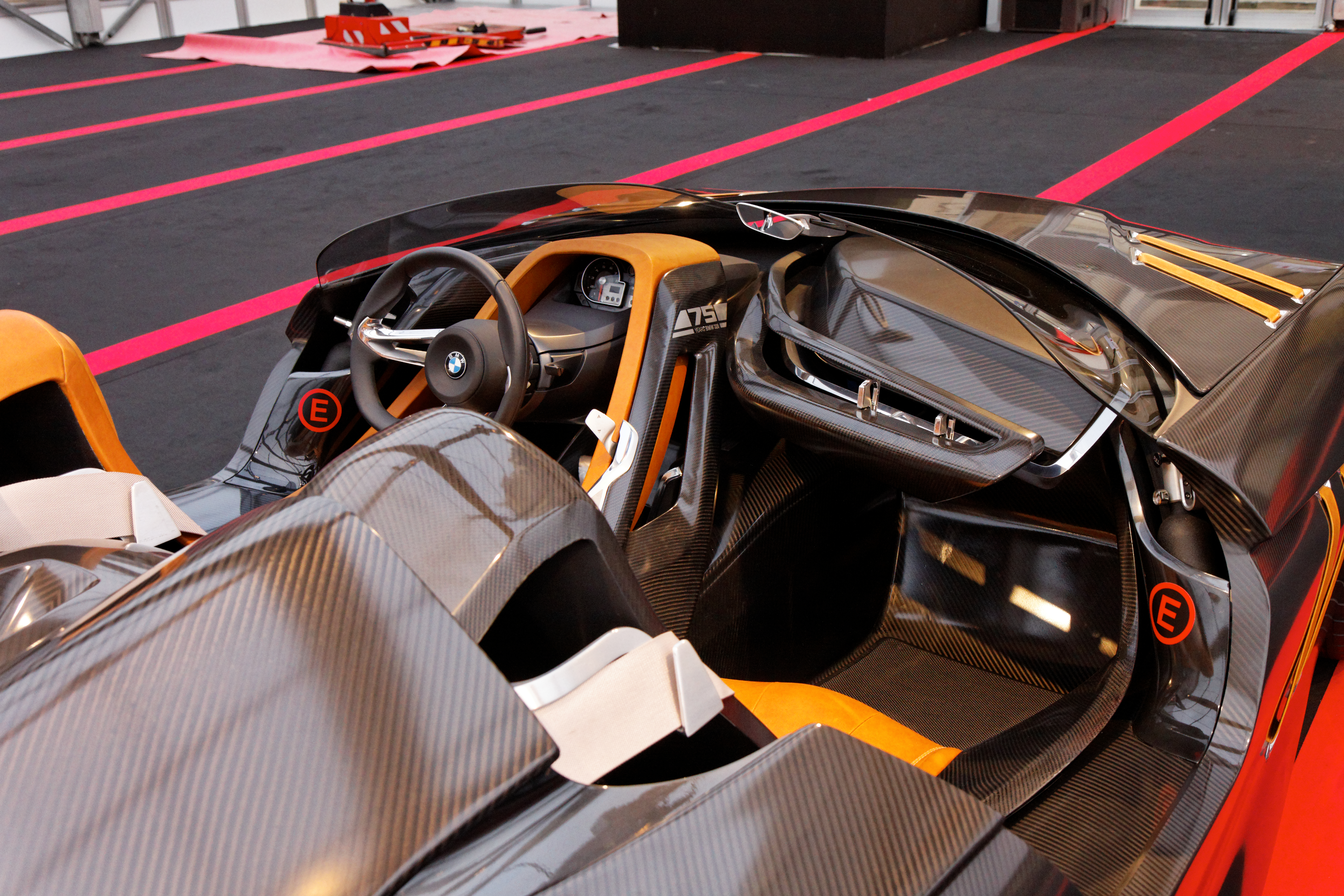